# Дефинисана дневна доза
Дефинисана дневна доза (DDDs) (енгл. Defined Daily Dose - DDDs ), је статистичка мера прописана од стране Светске здравствене организације (СЗО) и користи се да стандардизује праћење употребе различитих лекова, како између самих лекова, тако и између различитих земаља или нивоа здравствене заштите.
- Дефинисана дневна доза (DDD), је договорно утврђена просечна дневна доза одређеног лека за одрасле, која се најчешће користи код најзаступљенијих индикација.

- Дефинисана дневна доза (DDDs) се изражава на 1000 становника на дан.[1]

Чест проблем када се врши упоређивање различитих лекова је да, различити лекови могу бити различите јачине и са различитим резултатима дејства. Једноставно поређење 1 грама једног лека, са 1 милиграмом другог може да буде збуњујуће, посебно ако различите земље користе различите дозе једног истог лека. Дефинисана дневна доза (DDDs) зато има за циљ да реши све нејасноће у вези употребе лекова применом стандардизоване јединице која је аналогна употреби лека у једном дану (дневној дози лека), код најзаступљенијих индикација.
Дефинисана дневна доза (DDDs), се најчешће користи у изради стручних чланак и извештаје, као алат за поређење и контролу употребе лекова, као и за праћење њихове укупне потрошње (прописивања лекова) на националном нивоу. Такође она даје и могућност упоређивања те потрошње између појединих нивоа здравствене заштите (нпр. болничка-ванболничка) и између појединих земаља у свету.
- Формула за израчунавање Дефинисане дневне дозе (DDDs) је;

Пример, парацетамол има (DDD), 3 грама, што значи да просечни одрасли болесник који употребљава парацетамол за болове (бол је главна индикација) користи 3 грама дневно. Ово је еквивалентно употреби шест стандардних таблета од 500 мг. Ако је болесник за лечење употребио двадесет четири (500 мг) таблете (тј. 12 грама парацетамола укупно) у времену од шест дана, може се закључити да је болесник употребио четири дефинисане дневне дозе (DDD) овог лека.
- Потребно је нагласити да је дефинисана дневна доза јединица мере, и треба је схватити као препоручену, односно прописану дневну дозу за неку индикацију .[2]

- Ова јединица је независна од цене, величине паковања, заштићеног имена, и од фармацеутског облика лека.[3]